# Albrecht Büsing
Albrecht Louis Fritz Büsing (* 17. Oktober 1884 in Lyck, Ostpreußen; † 11. August 1952 in Hildesheim) war ein deutscher Pädagoge und Politiker (DVP).

## Leben
Albrecht Büsing wurde als Sohn eines Gerichtsvollziehers geboren. Nach dem Abitur 1904 am Ratsgymnasium Hannover studierte er Geschichte, Religion und Geographie an den Universitäten in Marburg, Kiel, Göttingen und Halle. 1910 wurde er an der Universität Halle zum Dr. phil. promoviert (Dissertation: Mathilde, Gemahlin Heinrichs I.). Von 1910 bis 1911 leistete er Militärdienst. Nach dem Referendariat wurde er 1912 Studienassessor und war von 1913 bis 1914 als Hilfslehrer am Realgymnasium I Hannover tätig. 1914 wurde er zum Studienrat ernannt und arbeitete sodann als Lehrer an der Marienschule in Bückeburg. Während des Ersten Weltkrieges diente er von 1914 bis 1918 beim Eisenbahn-Reserve-Regiment.
Nach dem Krieg setzte Büsing seine Tätigkeit als Lehrer an der Bückeburger Marienschule fort. Er wechselte 1935 zum Realgymnasium in Stadthagen und arbeitete anschließend bis zu seinem Eintritt in den Ruhestand 1946 am Goethegymnasium Hildesheim.
Büsing, der sich während der Zeit der Weimarer Republik der DVP angeschlossen hatte, war von 1925 bis 1928 sowie erneut von 1931 bis 1933 Abgeordneter des Schaumburg-Lippischen Landtages.
Albrecht Büsing war ab 1914 verheiratet.